# Gonomyia (Leiponeura) praedita
Gonomyia (Leiponeura) praedita is een tweevleugelige uit de familie steltmuggen (Limoniidae). De soort komt voor in het Oriëntaals gebied.